# Élie Frébault
Pour les articles homonymes, voir Frébault.
Élie Frébault, né Gabriel Jean Pierre François Élie Frébault le 9 juin 1827 à Nevers et mort le 7 juin 1911 à Paris 18e, est un journaliste, chansonnier et auteur dramatique français.

## Biographie
Avocat de profession, il collabore à de nombreux journaux comme chroniqueur tels La Presse théâtrale et musicale, Le Messager des théâtres, Le Petit Journal, Le Siècle, Le Figaro, L'Événement, Le Gaulois, Le Paris-journal, La Liberté, Le Rappel, Le Sifflet, L'Avenir national, La Situation, La France nouvelle, L'Illustration et Le Bulletin français.
On lui doit les textes d'une cinquantaine de chansons sur des musiques, entre autres de Paul Blaquière, Jean Buffières ou Marc Chautagne, ainsi que des livrets d'opérettes.

## Œuvres
- 1859 : On n'est trahi que par les siens, vaudeville en 1 acte, avec Narcisse Fournier, Paris, Théâtre des Folies-Dramatiques, 30 avril
- 1861 : Apothicaire et Perruquier, opérette bouffe en 1 acte, musique de Jacques Offenbach, Théâtre des Bouffes-Parisiens, 17 octobre
- 1861 : Les Seize ans de Lucienne, vaudeville en un acte
- 1866 : Le Quai Malaquais, opérette en 1 acte, avec William Busnach
- 1866 : La Femme à barbe, vaudeville-parade en un acte
- 1866 : La Déesse du bœuf gras, folie carnavalesque en 2 tableaux, avec Alphonse Lemonnier
- 1868 : Les Maisons comiques ; détails intimes et inédits de la vie de célébrités artistiques, coécrit avec Charles Virmaître, éd. P. Lebigre-Duquesne
- 1877 : Oncle, Tante et Neveu, comédie en un acte d'Alfred Delacour et Élie Frébault[3]
- 1883 : Clairon, opéra-comique, paroles de Gaston Marot, Élie Frébault et Édouard Philippe, musique de Georges Jacobi, théâtre de la Renaissance, 7 novembre.